# Bei Regen in einem Teich schwimmen
Bei Regen in einem Teich schwimmen. Von den russischen Meistern lesen, schreiben und leben lernen. (Originaltitel: A Swim in a Pond in the Rain: In Which Four Russians Give a Master Class on Writing, Reading, and Life) ist ein literaturpädagogischer Essay von George Saunders. Darin untersucht Saunders sieben russische Erzählungen von Anton Tschechow, Iwan Turgenjew, Leo Tolstoi und Nikolai Gogol, die bis auf eine alle im 19. Jahrhundert veröffentlicht worden sind. Die Erzählungen werden jeweils in vollständiger Übersetzung abgedruckt und von Saunders mit dem Fokus auf dem erzählerischen Handwerk der Autoren analysiert und interpretiert. Saunders Buch ist Frucht der Arbeit mehrerer Jahre als Dozent für Kreatives Schreiben an der Syracuse University im Bundesstaat New York.